# Earthless
Earthless (с англ. — «внеземной») — в основном инструментальная спейс-рок-группа из Сан-Диего, Калифорния, состоящая из гитариста Исайи Митчелла, басиста Майка Эгинтона и барабанщика Марио Рубалькабы. Группа образовалась в 2001 году и выпустила свой первый альбом Sonic Prayer на лейбле Gravity Records в 2005 году. Их второй альбом Rhythms from a Cosmic Sky был выпущен в 2007 году на лейбле Tee Pee Records.

## Характеристики
Митчелл иногда поет, но музыка группы в основном инструментальная и включает в себя длинные полуимпровизированные песни, основанные на классическом роке, психоделическом роке, метале, блюз-роке, джазе и краут-роке.
Стиль
Хотя обычно их называют стоунер-рок-группой, они отвергают этот термин, и группа заявила, что не употребляет марихуану; вместо этого они пьют кофе или холодный чай.
Группа попеременно пишет свои песни и импровизирует их на месте, многократно играя импровизированные партии в своем живом сете до такой степени, что партии становятся элементами песни. Рубалькаба отметил разницу между импровизацией и джемом; он утверждает, что импровизация отличается от джема тем, что импровизация более сфокусирована и имеет цель, в то время как джем — нет.
Поскольку Earthless — это в первую очередь инструментальная группа, в их музыке по умолчанию нет вокала, хотя Митчелл спел для группы в нескольких песнях, где это необходимо (например, «Cherry Red» и «Woman with the Devil Eye»). Помимо этого, группа не намерена нанимать постоянного вокалиста, несмотря на все предложения, которые они получали за эти годы.
Источники вдохновения
Earthless считают, что на них больше всего повлиял краут-рок и психоделические группы из Японии. Эгинтон выделил такие японские группы, как Blues Creation, Flower Travellin' Band, High Rise и White Heaven, как вдохновивших Earthless, а для краут-рока Рубалькаба назвал Guru Guru и Amon Düül II. Классический рок также повлиял на группу, поскольку они также разделяют интерес к Led Zeppelin и Black Sabbath. Эгинтон также сказал, что раннее творчество Майлза Дэвиса повлияло на группу, наряду с другими исполнителями модального джаза, поскольку группа часто выбирает тональность или лад и почти никогда не играет вне его, даже независимо от того, во что превращается гитарное соло.

## Дискография
Смотри статью «Дискография Earthless» в англ. разделе.
- Sonic Prayer (2005)
- Rhythms from a Cosmic Sky (2007)
- From the Ages (2013)
- Acid Crusher/Mount Swan (2016)
- Black Heaven (2018)
- Night Parade of One Hundred Demons (2022)